# Raja (Kasepää)
Raja – wieś w Estonii, w prowincji Jõgeva, w gminie Kasepää.